# Clavados en los Juegos Deportivos Nacionales de Colombia de 2012
Los Saltos en los  XIX Juegos Deportivos Nacionales de Colombia, se disputó entre el 4 de noviembre y el 7 de noviembre de 2012 en la Piscinas Panamericanas de la ciudad de Cali.

## Resultados

### Medallero
| # | Departamento    | Oro | Plata | Bronce | Total |
| - | --------------- | --- | ----- | ------ | ----- |
| 1 | Antioquia       | 6   | 2     | 3      | 11    |
| 2 | Valle del Cauca | 0   | 3     | 2      | 5     |
| 3 | Risaralda       | 0   | 1     | 1      | 2     |

### Eventos Femeninos
| Evento             | Oro                           | Plata                               | Bronce                           |
| ------------------ | ----------------------------- | ----------------------------------- | -------------------------------- |
| Abierta Plataforma | Diana Isabel Pineda Antioquía | Sara Carolina Pérez Valle del Cauca | Daniela García Álvarez Antioquía |
| Trampolín 1 m      | Diana Isabel Pineda Antioquía | Sara Liseth Bedoya Risaralda        | Manuela Ríos Lemus Antioquía     |
| Trampolín 3 m      | Diana Isabel Pineda Antioquía | Manuela Ríos Lemus Antioquía        | Sara Liseth Bedoya Risaralda     |

### Eventos Masculinos
| Evento             | Oro                                 | Plata                                  | Bronce                             |
| ------------------ | ----------------------------------- | -------------------------------------- | ---------------------------------- |
| Abierta Plataforma | Sebastián Villa Castañeda Antioquía | Cristian Camilo Arayon Valle del Cauca | Juan Esteban Puerta Antioquía      |
| Trampolín 1 m      | Sebastián Villa Castañeda Antioquía | Sebastián Morales Antioquía            | Miguel Ángel Reyes Valle del Cauca |
| Trampolín 3 m      | Sebastián Villa Castañeda Antioquía | Cristian Camilo Arayon Valle del Cauca | Miguel Ángel Reyes Valle del Cauca |